# Bitwa pod Byczyną
Bitwa pod Byczyną (niem. Schlacht bei Pitschen) – bitwa stoczona 24 stycznia 1588 pomiędzy wojskami pretendenta do tronu polskiego po śmierci Stefana Batorego, arcyksięcia austriackiego Maksymiliana III Habsburga, a armią Rzeczypospolitej dowodzoną przez hetmana wielkiego koronnego Jana Zamoyskiego, stronnika Zygmunta III Wazy (elekcja 1587).
Wojska arcyksięcia w nocy 24 stycznia zajęły pozycję na wschód od Byczyny na trakcie królewskim wiodącym do Polski. Dokładne ustawienie armii polskiej nie jest znane. Wiadomo natomiast, że część armii prawej flanki po przeprawieniu się przez groblę, obeszła z boku lewe skrzydło wojsk Maksymiliana. Manewr ten na pewno umożliwiła silna mgła, która utrzymywała się jeszcze w godzinach rannych.
Obie armie stały przez kilka godzin naprzeciwko siebie. Po opadnięciu mgły, kiedy arcyksiążę zobaczył, że wojska polskie zachodzą go z boku, co groziło odcięciem odwrotu do Byczyny – wydał rozkaz do ataku. Bitwa trwała bardzo krótko, była bardzo krwawa i zamieniła się w rzeź uciekających żołnierzy. O sukcesie armii polskiej w części zadecydowała panika wśród Węgrów, którzy źle zrozumieli wydane rozkazy i jako pierwsi zaczęli uchodzić z pola walki. To spowodowało odwrót pozostałych oddziałów.
Arcyksiążę schronił się w Byczynie, którą z marszu wojska polskie zaczęły oblegać. Do ostrzału miasta wykorzystano działa pozostawione przez armię Maksymiliana. Wojsko szykowało się do szturmu miasta, jednak arcyksiążę kazał wywiesić białą flagę i rozpoczął pertraktacje o warunkach poddania się. Na mocy traktatu bytomsko-będzińskiego podpisanego 9 marca 1589 Maksymilian odzyskał wolność i w lipcu tego samego roku opuścił Polskę.
Dokładne miejsce, w którym stoczono bitwę nie jest znane do dzisiaj. Prawdopodobnie jest to rejon wzgórza 218 w pobliżu wsi Roszkowice, które okoliczni mieszkańcy dzisiaj nazywają wzgórzem śmierci. Nie znamy też dokładnie wielkości obu armii walczących stron. W źródłach podane są różne liczby od 3 do 6 tysięcy żołnierzy każda. Po bitwie na polecenie Jana Zamoyskiego, wydane burmistrzowi Byczyny, mieszkańcy miasta pochowali w jednej wspólnej mogile zabitych obu stron. Do dziś nie wiadomo ilu ich pochowano. Przekazy wspominają, że od 3 do 5 tysięcy. Oddział Stanisława Żółkiewskiego zdobył w bitwie sztandar wojsk Maksymiliana Habsburga – tzw. chorągiew spod Byczyny.

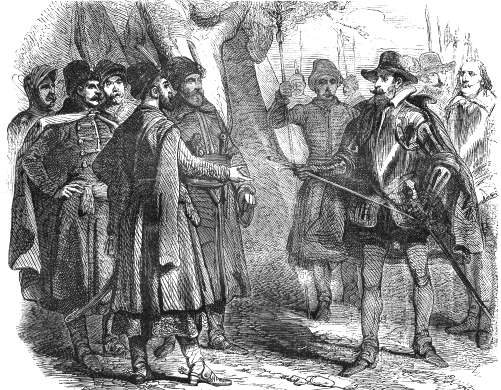
Jan Zamoyski bierze do niewoli arcyksięcia Maksymiliana